# Near-me area network
La red de búsqueda  (del inglés near-me area network, abreviado NAN) es una red de comunicación lógica que suele situarse en la parte superior de infraestructuras de redes ya existentes, centrándose en la comunicación de dispositivos inalámbricos situados en las proximidades. La diferencia de estas redes con las (LAN) es que los dispositivos de una NAN pueden pertenecer a diferentes redes lo que conlleva diferentes propietarios. El concepto NAN se basa en servicios basados en la localización de los dispositivos móviles (LBS), al hacer uso de la posición geográfica de estos proporciona a los usuarios información específica de su ubicación, todo ello limitado por una cierta proximidad. La Red de búsqueda NAN tiene sus raíces en la (NFC) se basa en la identificación por radio frecuencia (RFID). El RFID permite al usuario enviar ondas de radio a través de una etiqueta electrónica de identificación pasiva por la que recibe una autentificación y un rastreo.

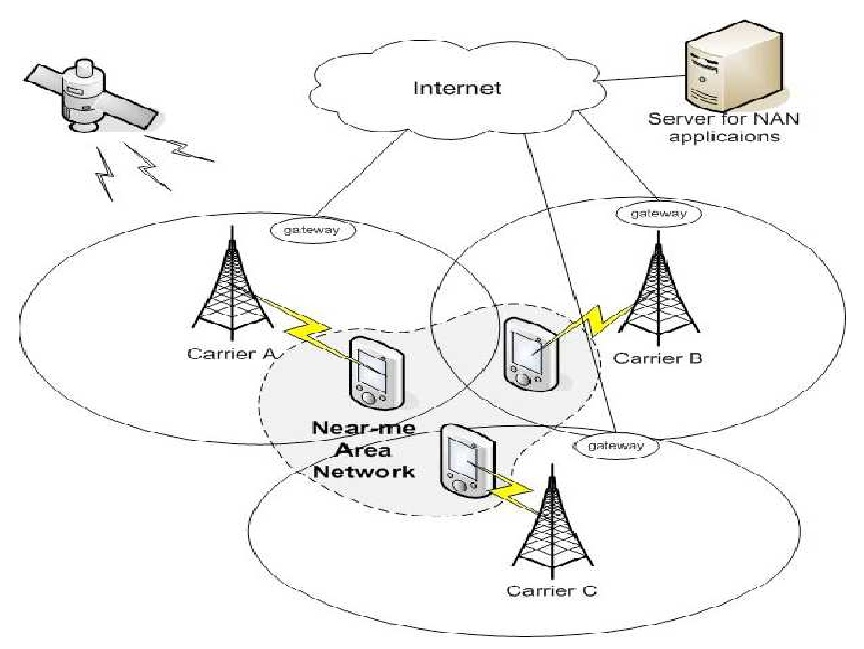
Figura 1: Ejemplo red de cerca (NAN)

## Tipos de redes

### Redes de Área Local (LAN)
Las redes de área local (LAN) son de propiedad privada y tienen una extensión de kilómetros, se utilizan para conectar ordenadores personales o de trabajo para compartir y/o intercambiar información. Este tipo de redes están restringidas en tamaño para que su tiempo de transmisión, en el peor de los casos sea suficientemente eficiente. La tecnología de difusión que utiliza es un cable al que están conectadas todas las máquinas. Operan a velocidades entre 1 y 100 Mpbs y experimentan muy pocos retrasos.

### Red de área personal (PAN)
Las redes (PAN) son como las LAN pero sin hilos y con un rango de pocos metros, permitiendo a los dispositivos informáticos como una impresora comunicarse con otros dispositivos como ordenadores.

### Redes de área Near-me (cerca-mi) (NAN)
Las redes NAN son redes que no utilizan hilos y se han formado gracias a la creciente popularidad de la ubicación habilitada (GPS-enabled) de los dispositivos móviles. Los dispositivos de un NAN como que pueden pertenecer a diferentes infraestructuras de red se diferencian dependen:
- NAN cerrada: En este formato el dispositivo de la red es el operador móvil mismo, el (GPS) no es necesario, la ubicación se identifica mediante un proceso de triangulación aunque necesita mantener una base de datos de ubicaciones, lo conlleva limitaciones.

- NAN activada: En este formato el dispositivo de la red es un servidor central de Internet, es necesario localizador GPS y conexión a Internet aparte de tener formatos compatibles entre dispositivos móviles.

### Redes de Área Metropolitana (MAN)
Las redes (MAN) son una versión más grande de las LAN y utilizan una tecnología muy similar. A 2016 esta clasificación está en desuso.

### Redes de Área Amplia (WAN)
Las redes (WAN) son las que se extienden sobre un área geográfica más extensa. Están formadas por una colección de máquinas dedicadas a ejecutar los programas de usuarios (hosts). Estos están conectados a una red que lleva los mensajes de un host a otro y los host acceden a la subred de la WAN a través de un router.
La subred tiene diferentes elementos:
- Líneas de comunicación: Son las que movilizan los bits de una máquina a otra.
- Elementos de conmutación: Son máquinas especializadas que conectan dos o más líneas de transmisión, estas se denominan routers.

Cada host también está conectado a una LAN en la que está el router que se encarga de enviar la información por la subred. Una WAN contiene numerosos cables conectados a un par de enrutadores. Si dos enrutadores que no comparten cable, desean comunicarse, deben hacerlo a través de routers intermedios lo que conlleva que cada paquete se recibe completo en cada uno de los intermedios y se almacena allí hasta que la línea de salida requerida esté libre.

### Aplicaciones de NAN existentes

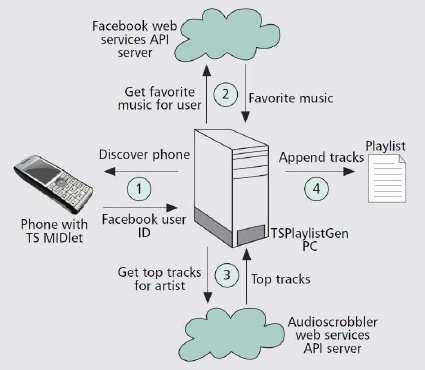
Figura 1: Ejemplo de esquema Whothat

WhosHereEsta aplicación muestra al usuario las personas más cercanas que coinciden con sus intereses, también puedes intercambiar mensajes de texto y lo que puede conllevar es que se reduzca la necesidad de pedir números de teléfono, correos electrónicos o direcciones IP.
LooptEsta aplicación actualiza periódicamente su propio servidor y consulta a este dónde están sus amigos, los puedes ver en un mapa detallado y además también puedes recibir alertas si estos están cerca.
HandshakeEsta aplicación almacena la información del usuario sobre su ubicación y se puede acceder a ella a través de las redes sociales. Aplicación desarrollada por yahoo.
WhozThatEsta aplicación facilita la creación de redes sociales para los móviles, integra redes sociales (como Facebook) y MySpace) con dispositivos móviles proporcionando información sobre los amigos y la gente alrededor del usuario. Estos dispositivos necesitan tener la capacidad de transmisión inalámbrica (como Bluetooth o Wi-fi y una conexión de área amplia en Internet.

## Ventajas y desventajas
VentajasLas ventajas más destacables de las redes NAN son que facilitan la vida social, la comunicación entre dispositivos inalámbricos en redes de infraestructuras diferentes, tenemos grandes ventajas con respecto a los servicios basados en la localización actual y la comunicación entre dos personas dentro de cierta proximidad.
DesventajasLas desventajas las encontramos en la disponibilidad y los costes de los dispositivos capaces de interaccionar con las redes NAN, la precisión del GPS que varía según la señal y que éste no está bien implementado por todo el territorio, además también encontramos ciertas carencias de privacidad.